# Teachings in Silence
Teachings in Silence je kompilacija norveškog elektroničkog sastava Ulver. Diskografska kuća Black Apple Records objavila ju je u ožujku 2002. Sadrži pjesme iz EP-ova Silence Teaches You How to Sing i Silence the Singing, izvorno objavljenih 2001.

## O albumu
Godinu 2003. diskografska kuća Jester Records objavila ju je u Europi. Zbog eksperimentalne prirode glazbe, oba EP-a bila su ograničena na dvije tisuće i tri tisuće primjeraka. Dva EP-a zajedno su objavljena kao dvostruki LP 2014. Izdanje je bilo ograničeno na 500 komada. Ponovno ga je objavio Jester Records 2017.
Ovo je izdanje nominirano za Spellemannprisen 2003.; nagrada dodijeljena norveškim glazbenicima, u kategoriji "Electronic".
U veljači 2014., u intervjuu za Heathen Harvest, Kristoffer Rygg najavio je da će Silence Teaches You How to Sing i Silence the Singing biti objavljeni na visokokvalitetnom dvostrukom vinilu preko nove audiofilske etikete Ampullae Audio Jaimea Gomeza Arellana. Dodao je: “Nismo slušali tu stvar godinama i jako sam uživao u tom procesu – remasterizirajući je i ponovno slušajući, na prilično uključen način. Zadovoljan sam tim eksperimentima, definitivno. Čudno je pomisliti da je prošlo više od deset godina otkako smo napravili te EP-je. Zvuče mi vrlo moderno.”
Arellano nastavlja: “EP-ovi Silence bili su dva eksperimenta i/ili “studije zvuka”.” napravio Ulver (Kristoffer Rygg i Tore Ylvisaker) 2001. Kasnije su izdani kao jedan CD pod nazivom Teachings In Silence. Glazba s ovih sesija bila je izmislili su dečki koji su se samo zezali u svom studiju s Akai S3000 samplerom, synth(ovima), papirom i škarama (doslovno), greškama, klikovima i čudnim zvukovima – čak su snimili i pregrijavanje tvrdog diska svog računala... Dugo sam volio ove čudne – i jezive – dragulje iz Ulverove sada već vrlo velike škrinje s blagom prvoklasne glazbe. U stvari, odlomci iz Silence Teaches You How to Sing nedavno su korišteni s velikim učinkom u hit horor filmu Sinister. Nije ni čudo doista. To je savršena mračna, sanjiva i trippy stvar. Pa kad smo Steve i ja pokrenuli Ampullae, pitao sam Krisa bi li bio spreman da remasteriziram i ponovno izdam ove visoke vjernosti, pažljivo izrezane i promišljene, teške vinile. Srećom, pristao je. Vrlo smo zadovoljni rezultatom i nadamo se da će ovo biti prvi u eklektičnoj mješavini favorita po osobnom izboru nikada prije objavljenih (audiofilskih) vinilnih curiosa i našeg kustosa...”

## Popis pjesama
| 1.    | »Silence Teaches You How to Sing« | 24:05 |
| 2.    | »Darling Didn't We Kill You?«     | 8:52  |
| 3.    | »Speak Dead Speaker«              | 9:33  |
| 4.    | »Not Saved«                       | 10:29 |
| 52:59 |                                   |       |

## Zasluge
Ulver
- Kristoffer Rygg
- Tore Ylwizaker
- Jørn H. Sværen